# Operazione Bootstrap
L'operazione Bootstrap (in spagnolo: Operación Manos a la Obra) è il nome che venne dato all'ambizioso piano economico per l'industrializzazione di Porto Rico verso la metà del XX secolo. Si ritiene che l'artefice di tale progetto sia stato Teodoro Moscoso, il quale lo avviò nel 1948. L'operazione ebbe un successo incredibile poiché cambio letteralmente le basi dell'economia portoricana da agricole a manifatturiere. Nacquero numerose fabbriche e gli investimenti stranieri favorirono in particolar modo l'industria petrolchimica e farmaceutica, ed inoltre contribuirono alla crescita della ricerca tecnologica.
Il termine in inglese "Bootstrap", letteralmente 'calzare le scarpe', spesso usato in molti significati allegorici e tecnico-pratici, può qui essere interpretato come "mettiamoci in azione", o "diamoci da fare".